# ابی-ادجوان-محوا
ابی-ادجوان-محوا (به لاتین: Aby-Adjouan-Mohoua) در ساحل عاج است که در sud-comoé واقع شده‌است.